# 喀拉蚩營地車站
喀拉蚩營地車站（英語：Karachi Cantonment Railway Station）是巴基斯坦最大城市喀拉蚩的一座鐵路車站，為當地最主要的一個火車站。該站的建設始於1896年，並於1898年完成，喀拉蚩營地車站的建築已被信德省政府宣佈為受保護的遺址。擁有8座月台。

## 設施

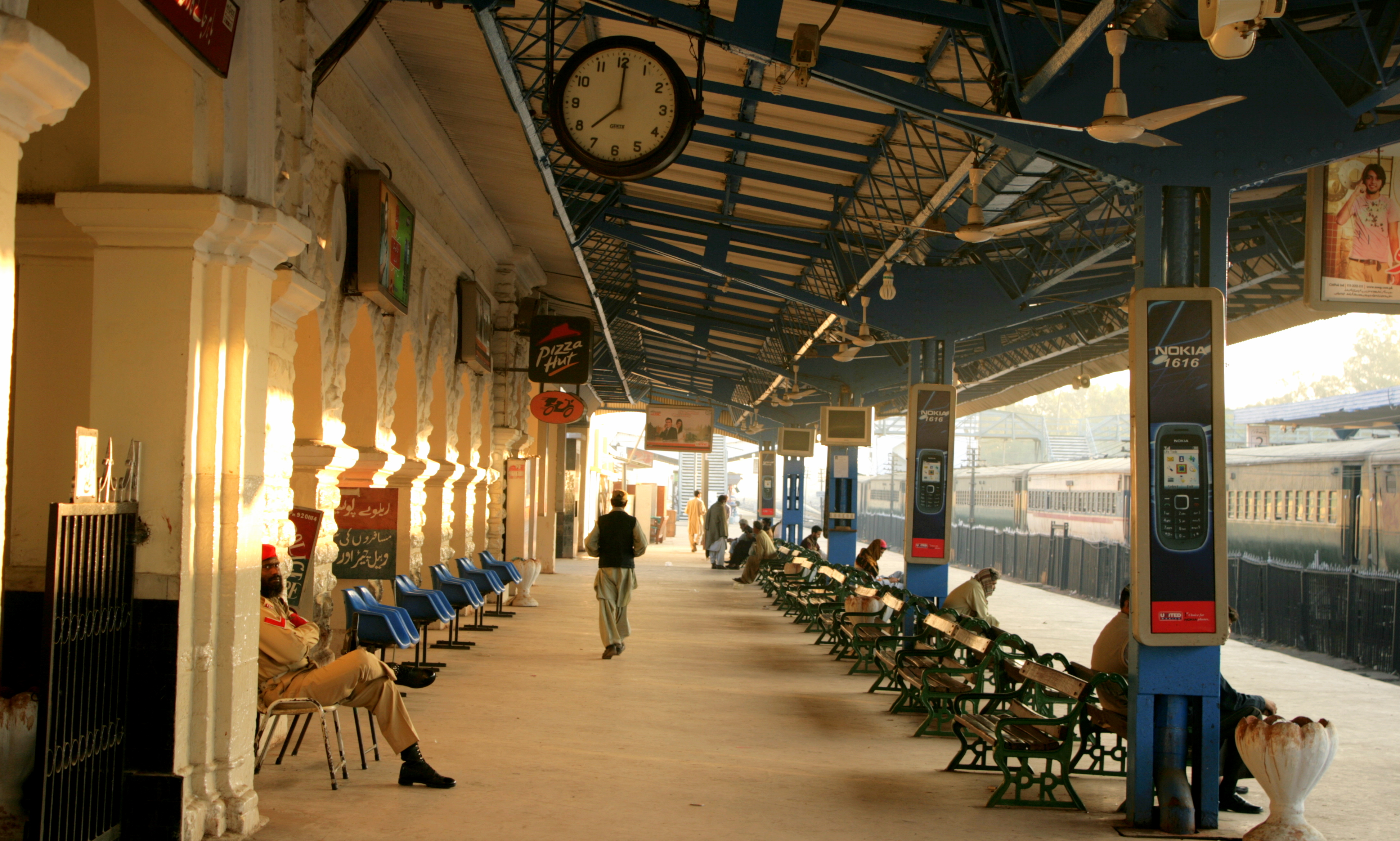
車站月台

喀拉蚩營地車站配備了所有的基本設施。該站有巴基斯坦鐵路局現有和預先的預定辦公室以及貨物和包裹設施。在月台上有零售商店，包括Rehmat-e-Shereen和必勝客等餐廳。